# 张氏角蟾
张氏角蟾（学名：Xenophrys zhangi）也称张氏异角蟾，一种于中华人民共和国西藏自治区聂拉木县樟木镇发现的两栖动物，隶属于角蟾科异角蟾属。

## 形态特征
张氏角蟾体型小，模式标本雄蟾体长35毫米。身体皮肤比较光滑，背面呈黄褐色，两眼间有镶浅色细边的三角形深色斑；背正中有一个大的“X”形斑；体侧各有一个深色纵纹；。腹面咽喉部紫褐色，胸、腹部深色碎斑显著，向后到股下方色斑逐渐减少成为黄色。

## 保护
本种于2023年被收录入《有重要生态、科学、社会价值的陆生野生动物名录》。